# Division 1 1970-1971
La Division 1 1970-1971 è stata la 33ª edizione della massima serie del campionato francese di calcio, disputato tra il 12 agosto 1970 e il 26 giugno 1971 e concluso con la vittoria dell'Olympique Marsiglia, al suo terzo titolo.
Capocannoniere del torneo è stato Josip Skoblar (Olympique Marsiglia) con 44 reti.

## Stagione

### Novità
Dopo soli due anni, il lotto delle partecipanti fu riportato a venti; venne inoltre riformato il sistema delle retrocessioni, con l'abolizione dei play-off interdivisionali e il declassamento diretto delle ultime tre classificate. In seguito al passaggio di gestione della Coppa delle Fiere alla UEFA, venne istituito un torneo confederale riservato alle squadre classificatesi a ridosso della vincitrice del campionato: la Francia fu inclusa come nazione di seconda fascia, ottenendo tre posti utili per la qualificazione.
Il lotto delle squadre partecipanti vide il ripescaggio del Valenciennes e dell'Ajaccio, le cui retrocessioni vennero annullate in seguito alla perdita dello status di squadra professionistica del Rouen.

### Avvenimenti
Vincendo le prime quattro gare, il Nantes prese la testa della classifica, ma venne presto superato dal Rennes; il tentativo di fuga dei bretoni venne interrotto dall'emergere del Saint-Étienne e dell'Olympique Marsiglia. Le due squadre si alternarono in vetta alla classifica, concludendo il girone di andata appaiate. Alla ventiquattresima giornata i Verts si staccarono dai rivali, che tuttavia rimasero in contatto e piazzarono il sorpasso tra la trentaduesima e la trentatreesima giornata. Tallonato dal Saint-Étienne, ma avvantaggiato da una miglior differenza reti, l'OM gestì agevolmente il proprio vantaggio, assicurandosi il terzo titolo nazionale all'ultima giornata.
I verdetti in zona UEFA vennero decisi con novanta minuti di anticipo e videro il Nantes e il Nîmes accompagnare il Saint-Étienne nella prima edizione della terza competizione europea. Sempre alla penultima giornata si decise il primi verdetto in sona retrocessione, che vide declassato il Sedan terzo nella stagione precedente. All'ultima giornata cedette il Valenciennes mentre il Bastia superò in extremis lo Strasburgo, pesantemente sconfitto da un Olympique Marsiglia ancora in gara per il titolo.

## Classifica finale
|  | Pos. | Squadra             | Pt | G  | V  | N  | P  | GF | GS | DR  |
|  | ---- | ------------------- | -- | -- | -- | -- | -- | -- | -- | --- |
|  | 1.   | Olympique Marsiglia | 55 | 38 | 23 | 9  | 6  | 94 | 48 | +46 |
|  | 2.   | Saint-Étienne       | 51 | 38 | 20 | 11 | 7  | 83 | 45 | +38 |
|  | 3.   | Nantes              | 46 | 38 | 17 | 12 | 9  | 61 | 41 | +20 |
|  | 4.   | Nîmes               | 45 | 38 | 17 | 11 | 10 | 68 | 54 | +14 |
|  | 5.   | Bordeaux            | 40 | 38 | 16 | 8  | 14 | 58 | 51 | +7  |
|  | 6.   | Ajaccio             | 40 | 38 | 16 | 8  | 14 | 54 | 52 | +2  |
|  | 7.   | Olympique Lione     | 40 | 38 | 14 | 12 | 12 | 51 | 51 | 0   |
|  | 8.   | Metz                | 40 | 38 | 13 | 14 | 11 | 46 | 56 | -10 |
|  | 9.   | Stade Reims         | 39 | 38 | 14 | 11 | 13 | 54 | 44 | +10 |
|  | 10.  | Sochaux             | 38 | 38 | 14 | 10 | 14 | 58 | 55 | +3  |
|  | 11.  | Rennes              | 37 | 38 | 14 | 9  | 15 | 56 | 53 | +3  |
|  | 12.  | Angers              | 35 | 38 | 15 | 5  | 18 | 61 | 66 | -5  |
|  | 13.  | Nancy               | 35 | 38 | 12 | 11 | 15 | 45 | 56 | -11 |
|  | 14.  | Nizza               | 34 | 38 | 12 | 10 | 16 | 48 | 55 | -7  |
|  | 15.  | Red Star            | 33 | 38 | 11 | 11 | 16 | 46 | 65 | -19 |
|  | 16.  | Angoulême           | 32 | 38 | 10 | 12 | 16 | 30 | 47 | -17 |
|  | 17.  | Bastia              | 32 | 38 | 12 | 8  | 18 | 52 | 83 | -31 |
|  | 18.  | Strasburgo          | 31 | 38 | 13 | 5  | 20 | 54 | 63 | -9  |
|  | 19.  | Valenciennes        | 29 | 38 | 10 | 9  | 19 | 47 | 59 | -12 |
|  | 20.  | Sedan               | 28 | 38 | 10 | 8  | 20 | 42 | 64 | -22 |

Legenda:
      Campione di Francia e ammessa alla Coppa dei Campioni 1971-1972.
      Ammesse alla Coppa UEFA 1971-1972.
      Ammesse alla Coppa delle Coppe 1971-1972.
      Retrocesse in Division 2 1971-1972.
Note:
Due punti a vittoria, uno a pareggio, zero a sconfitta.

### Squadra campione
| Formazione tipo | Giocatori (presenze)   |
| --- | ---------------------- |
| Escale Hodoul Zvunka Kula Lopez Novi Gress Bonnel Couécou Magnusson Skoblar                                               | Jean-Paul Escale (35)  |
| Escale Hodoul Zvunka Kula Lopez Novi Gress Bonnel Couécou Magnusson Skoblar                                               | Jean-Pierre Lopez (38) |
| Escale Hodoul Zvunka Kula Lopez Novi Gress Bonnel Couécou Magnusson Skoblar                                               | Jean-Louis Hodoul (38) |
| Escale Hodoul Zvunka Kula Lopez Novi Gress Bonnel Couécou Magnusson Skoblar                                               | Jules Zvunka (38)      |
| Escale Hodoul Zvunka Kula Lopez Novi Gress Bonnel Couécou Magnusson Skoblar                                               | Édouard Kula (35)      |
| Escale Hodoul Zvunka Kula Lopez Novi Gress Bonnel Couécou Magnusson Skoblar                                               | Jacques Novi (38)      |
| Escale Hodoul Zvunka Kula Lopez Novi Gress Bonnel Couécou Magnusson Skoblar                                               | Joseph Bonnel (37)     |
| Escale Hodoul Zvunka Kula Lopez Novi Gress Bonnel Couécou Magnusson Skoblar                                               | Roger Magnusson (35)   |
| Escale Hodoul Zvunka Kula Lopez Novi Gress Bonnel Couécou Magnusson Skoblar                                               | Gilbert Gress (19)     |
| Escale Hodoul Zvunka Kula Lopez Novi Gress Bonnel Couécou Magnusson Skoblar                                               | Josip Skoblar (36)     |
| Escale Hodoul Zvunka Kula Lopez Novi Gress Bonnel Couécou Magnusson Skoblar                                               | Charly Loubet (32)     |
| Altri giocatori: Didier Couécou (28), Daniel Leclercq (17), Ange Di Caro (2), Ilija Pantelić (2), Christian Delachet (1). |                        |

## Statistiche

### Capoliste solitarie
|    | —— | ——     | ——     | ——     | ——     | ——     | ——     | ——     | ——     | ——  | ——            | ——            | ——  | ——  | ——  | ——  | ——  | ——  | ——  | ——  | ——  | ——  | ——            | ——            | ——            | ——            | ——            | ——            | ——            | ——            | ——            | ——                  | ——                  | ——                  | ——                  | ——                  | ——                  | —— |  |
|    |    | Nantes | Nantes | Nantes | Rennes | Rennes | Rennes | Rennes | Rennes |     | Saint-Étienne | Saint-Étienne |     | OM  |     | OM  |     |     |     |     |     |     | Saint-Étienne | Saint-Étienne | Saint-Étienne | Saint-Étienne | Saint-Étienne | Saint-Étienne | Saint-Étienne | Saint-Étienne | Saint-Étienne | Olympique Marsiglia | Olympique Marsiglia | Olympique Marsiglia | Olympique Marsiglia | Olympique Marsiglia | Olympique Marsiglia |    |  |
|    |    |        |        |        |        |        |        |        |        |     |               |               |     |     |     |     |     |     |     |     |     |     |               |               |               |               |               |               |               |               |               |                     |                     |                     |                     |                     |                     |    |  |
|    |    |        |        |        |        |        |        |        |        |     |               |               |     |     |     |     |     |     |     |     |     |     |               |               |               |               |               |               |               |               |               |                     |                     |                     |                     |                     |                     |    |  |
| 1ª | 2ª | 3ª     | 4ª     | 5ª     | 6ª     | 7ª     | 8ª     | 9ª     | 10ª    | 11ª | 12ª           | 13ª           | 14ª | 15ª | 16ª | 17ª | 18ª | 19ª | 20ª | 21ª | 22ª | 23ª | 24ª           | 25ª           | 26ª           | 27ª           | 28ª           | 29ª           | 30ª           | 31ª           | 32ª           | 33ª                 | 34ª                 | 35ª                 | 36ª                 | 37ª                 | 38ª                 |    |  |

#### Primati stagionali
Squadre
- Maggior numero di vittorie: Olympique Marsiglia (23)
- Minor numero di sconfitte: Olympique Marsiglia (6)
- Migliore attacco: Olympique Marsiglia (94)
- Miglior difesa: Nantes (41)
- Miglior differenza reti: Olympique Marsiglia (+46)
- Maggior numero di pareggi: Metz (14)
- Minor numero di pareggi: Angers, Strasburgo (5)
- Maggior numero di sconfitte: Strasburgo, Sedan (20)
- Minor numero di vittorie: Valenciennes, Sedan, Angoulême (10)
- Peggior attacco: Angoulême (30)
- Peggior difesa: Bastia (83)
- Peggior differenza reti: Bastia (-31)

### Individuali

#### Classifica marcatori
| Gol | Rigori |  | Giocatore          | Squadra             |
| --- | ------ |  | ------------------ | ------------------- |
| 44  | 3      |  | Josip Skoblar      | Olympique Marsiglia |
| 42  |        |  | Salif Keïta        | Saint-Étienne       |
| 27  | 1      |  | Jacky Vergnes      | Nîmes               |
| 22  | 2      |  | Joseph Yegba Maya  | Valenciennes        |
| 21  |        |  | Fleury Di Nallo    | Olympique Lione     |
| 21  | 1      |  | Philippe Piat      | Sochaux             |
| 20  | 2      |  | Vladimir Kovačević | Angers              |
| 17  |        |  | Marc Molitor       | Strasburgo          |
| 16  |        |  | Réginald Dortomb   | Ajaccio             |
| 16  | 2      |  | Serge Lenoir       | Rennes              |
| 15  |        |  | Bernard Blanchet   | Nantes              |
| 15  |        |  | Félix Burdino      | Bordeaux            |
| 14  | 3      |  | Milan Galić        | Stade Reims         |
| 14  |        |  | Ruiter             | Bordeaux            |

## Percorso dei club nelle coppe europee
| Club                | Competizione       | Risultato        | Ultimo avversario                     |
| ------------------- | ------------------ | ---------------- | ------------------------------------- |
| Saint-Étienne       | Coppa dei Campioni | Primo turno      | Cagliari (0-3; 1-0)                   |
| Nantes              | Coppa delle Coppe  | Ottavi di finale | Cardiff City (1-5; 1-2)               |
| Olympique Marsiglia | Coppa delle Fiere  | Primo turno      | Spartak Trnava (0-2; 2-0; 3-4 d.c.r.) |
| Sedan               | Coppa delle Fiere  | Primo turno      | Colonia (1-5; 1-0)                    |
| Angoulême           | Coppa delle Fiere  | Primo turno      | Vitoria Guimaraes (0-3; 3-1)          |